# Mary Gentle
Pour les articles homonymes, voir Gentle.
Œuvres principales
- Série Le Livre de Cendres

Mary Rosalyn Gentle, née le 29 mars 1956 à Eastbourne, est une écrivaine britannique de science-fiction féministe et de fantasy. Elle est connue pour son uchronie Le livre de Cendres, qui reçoit le prix Sidewise, le prix Julia Verlanger, et est également sélectionné pour le prix Arthur Clark en 2000. Elle a également écrit des nouvelles érotiques sous le nom de Roxanne Morgane.

## Biographie
Mary Gentle nait le 29 mars 1956 à Eastbourn, dans le Sussex. En 1977 elle publie  son premier roman pour jeunes adultes, A Hawk in Silver, et publie ensuite régulièrement des nouvelles et d'autres romans dans le genre de la science-fiction et la fantasy.

## Analyse de l'œuvre
Parmi ses œuvres remarquées figurent Les fils de la sorcière et l'uchronie Le livre de Cendres,, qui fait référence à Jeanne d’Arc,. Cendres, le personnage principal est une guerrière qui entend des voix et fait usage de la violence et de la grossièreté, mais n'est cependant pas vierge comme Jeanne d'Arc. Le livre développe des thématiques féministes. Il inclut des échanges épistolaires électroniques et une réflexion historique, le classant dans un genre mêlant science-fiction et uchronie, avec la réinterprétation historique de l'histoire du duché de la Bourgogne. Ce livre émet aussi l'idée que d'un présent découlerait de multiples passés possibles  et que nous en choisirions un qui détruit tous les autres, lorsque nous étudions l'histoire d'anciennes civilisations. Le genre du livre, tout comme celui de Georges RR Martin publié la même année, décrit une dystopie inspirée de l'histoire du Moyen-Âge.
Nick Hubble, dans un papier présenté à Performing Fantastika en 2017 « Performing Gender  in  Mary  Gentle’s  Alternative  Histories » établit un parallèle entre le roman The  Power publié en 2016 de Naomi Alderman et les romans Le livre de Cendres , l'Énigme du cadran solaire (2003) et Illario (2006). Tous ces romans abordent l'absence d'une alternative au patriarcat et au matriarcat.
Mary Gentle a aussi écrit des nouvelles érotiques sous le nom de Roxanne Morgane.

## Hommages et distinctions
Mary Gentle a reçu le prix Sidewise en 2000 et le prix Julia Verlanger pour Le Livre de Cendres en 2005. Ce roman est également sélectionné pour le prix Arthur Clark en 2000 et remporte le British Science-fiction Award en 2000 également.

## Œuvres

### Le Cycle d'Orthe
1. Les Fils de la sorcière, Payot & Rivages, 1996 ((en) Golden Witchbreed, 1983)Réédition Gallimard, coll. « Folio SF », no 33, 2000
2. (en) Ancient Light, 1987[14].

### SérieLe Livre de Cendres
1. La Guerrière oubliée, Denoël, 2004 ((en) A Secret History, 1999)Réédition Gallimard, coll. « Folio SF », no 323, 2008
2. La Puissance de Carthage, Denoël, 2004 ((en) Carthage Ascendant, 1999)Réédition Gallimard, coll. « Folio SF »,no 324, 2008
3. Les Machines sauvages, Denoël, 2004 ((en) The Wild Machines, 1999)Réédition Gallimard, coll. « Folio SF », no 325, 2008
4. La Dispersion des ténèbres, Denoël, 2005 ((en) Lost Burgundy, 2000)Réédition Gallimard, coll. « Folio SF », no 326, 2009

### SérieIlario
1. (en) The Lion's Eye, 2006
2. (en) The Stone Golem, 2006

### SérieRat Lords
1. (en) Rats and Gargoyles, 1990[15].
2. (en) The Architecture of Desire, 1991[16].
3. (en) Left to His Own Devices, 1994[17]
  - (en) Left to His Own Devices, 1994

### Romans indépendants
- (en) A Hawk in Silver, 1977
- (en) Grunts!, 1992
- L'Énigme du cadran solaire, Denoël, 2007 ((en) 1610: A Sundial in a Grave, 2003)Première édition en deux volumes - Réédition en un seul volume, Gallimard, coll. « Folio SF », no 389, 2011
- (en) The Black Opera, 2012

### Recueils de nouvelles
- (en) Scholars and Soldiers, 1989[18].
- (en) Cartomancy, 2004

## Prix et récompenses
Le Livre de Cendres a été récompensé par :
- le prix British Science Fiction du meilleur roman (2000)[19].
- le prix Sidewise (meilleure uchronie, 2000)[2].
- le prix Bob Morane (meilleur roman étranger, 2005)
- le prix Julia-Verlanger (2005)[11].